# Реки Болгарии

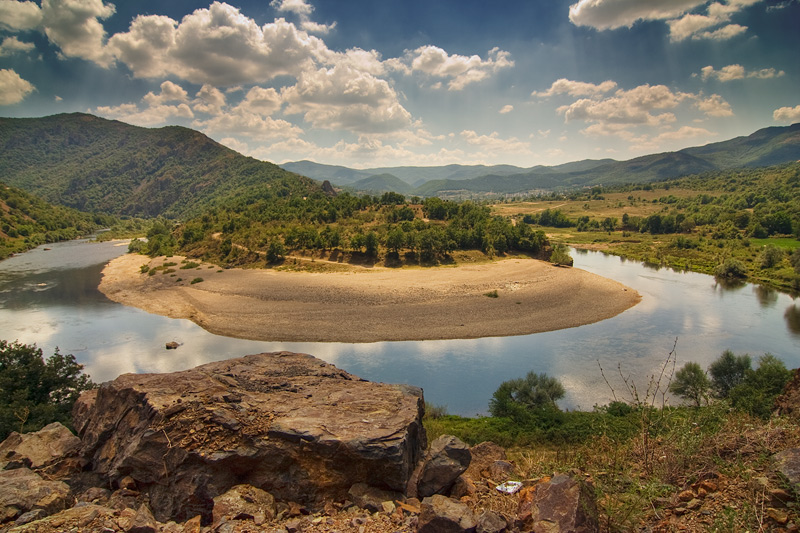
Арда

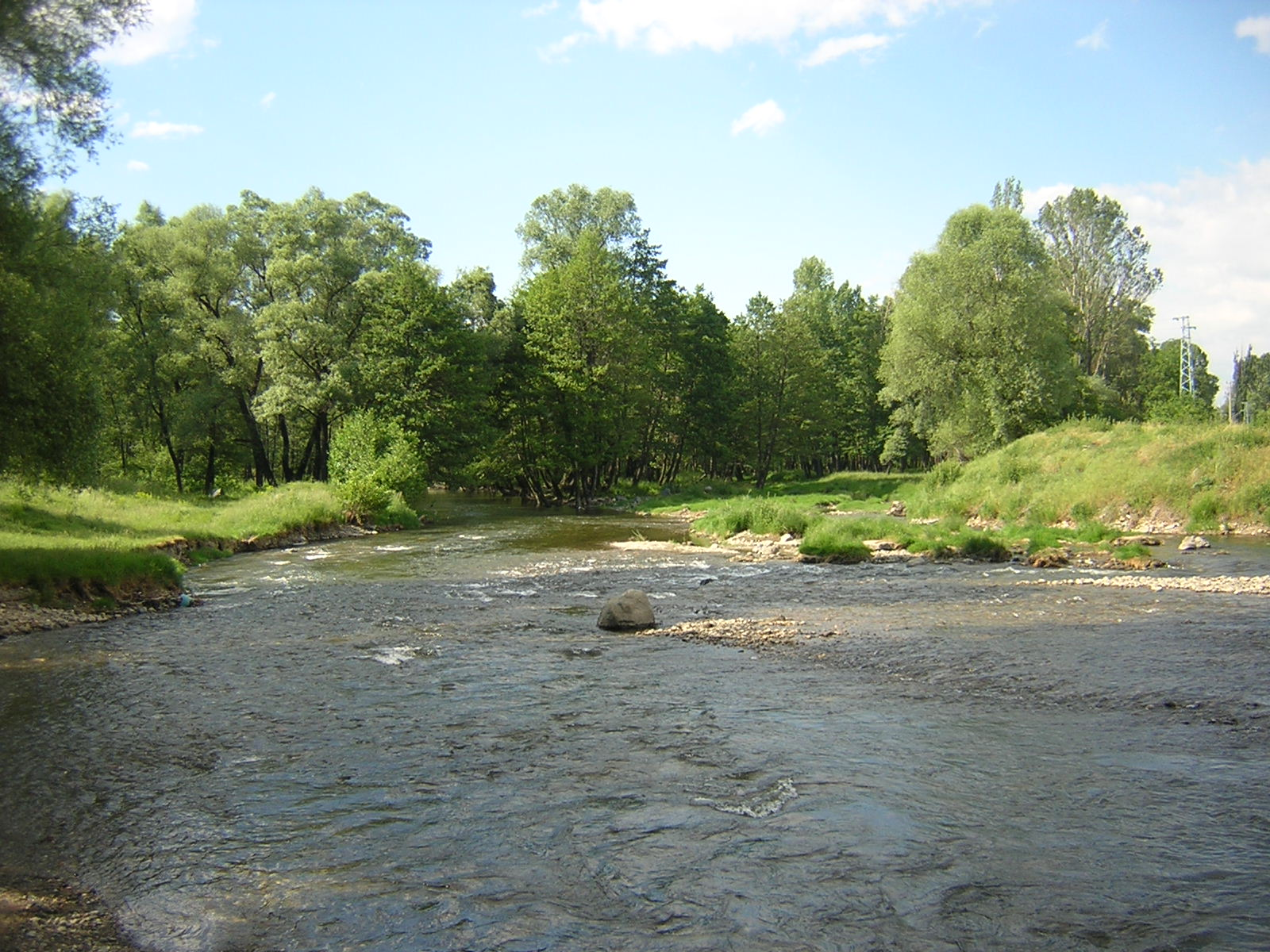
Искыр

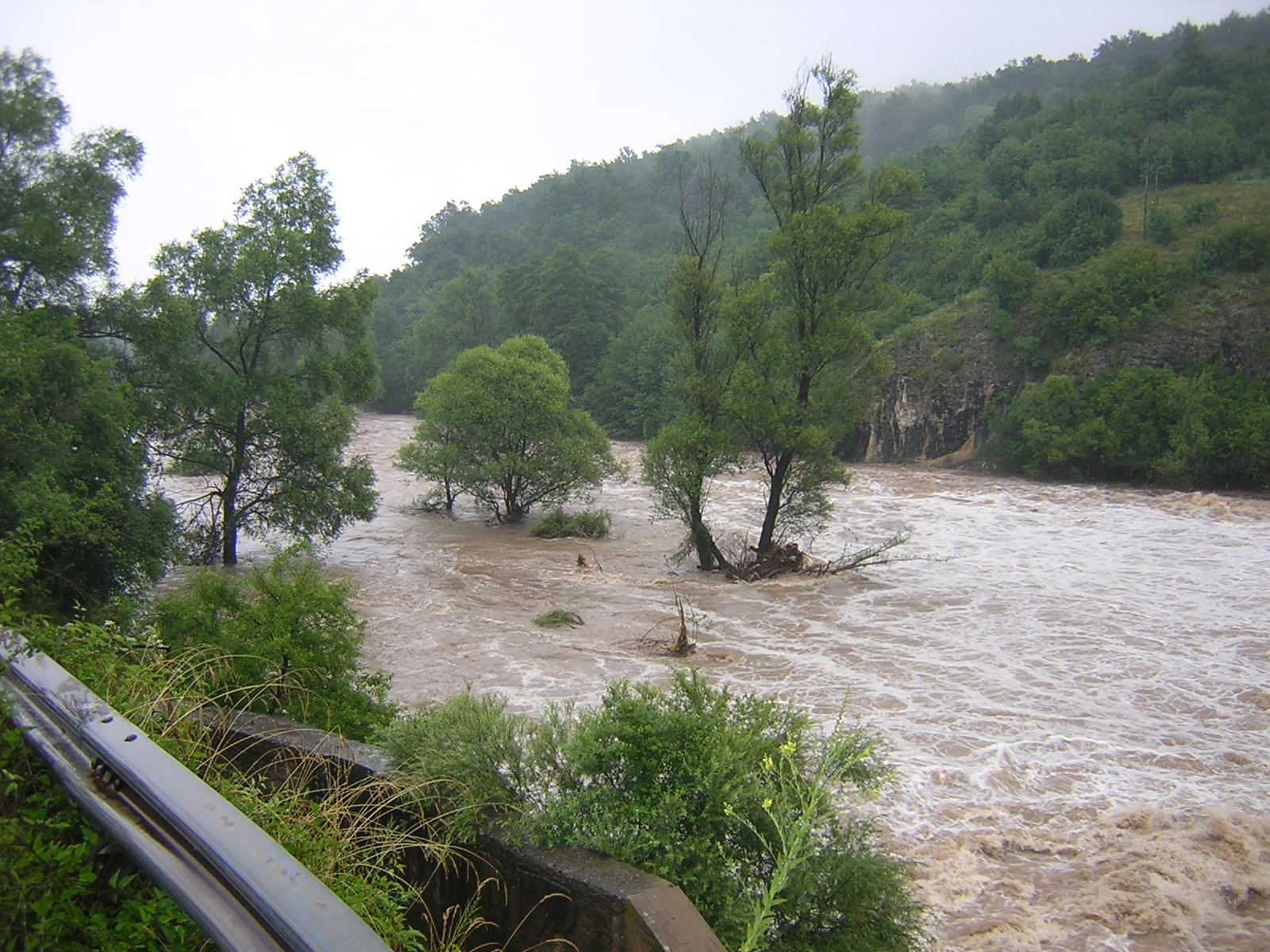
Вит

Реки Болгарии составляют сравнительно густую сеть (за исключением восточной части Дунайской равнины), большинство имеет небольшую протяжённость и горный характер, что делает их мелководными в летний период. Единственной судоходной рекой является Дунай. Крупнейшим в Болгарии притоком Дуная, и второй по протяженности в стране рекой, является Искыр. Из рек бассейна Эгейского моря наиболее полноводными являются Марица и Места. Реки играют большое значение для гидроэнергетики и систем орошения. На реках возведено большое количество водохранилищ.

## Список наиболее крупных рек по протяжённости[2]
Список наиболее протяжённых рек Болгарии.
| №  | Река         | Болгарское название | Длина на территории Болгарии, км | Общая длина, км |
| -- | ------------ | ------------------- | -------------------------------- | --------------- |
| 1  | Дунай        | Дунав               | 471                              | 2960            |
| 2  | Искыр        | Искър               | 368                              | 368             |
| 3  | Тунджа       | Тунджа              | 349                              | 405             |
| 4  | Осым         | Осъм                | 314                              | 314             |
| 5  | Янтра        | Янтра               | 296                              | 296             |
| 6  | Марица       | Марица              | 286                              | 525             |
| 7  | Камчия       | Камчия              | 245                              | 245             |
| 8  | Арда         | Арда                | 245                              | 278             |
| 9  | Струма       | Струма              | 241                              | 415             |
| 10 | Русенски Лом | Русенски Лом        | 201                              | 201             |
| 11 | Люда Камчия  | Луда Камчия         | 197                              | 197             |
| 12 | Вит          | Вит                 | 189                              | 189             |